# Аљоша Жорга
Аљоша Жорга (Љубљана, 25. фебруар 1947) бивши је југословенски и словеначки кошаркаш.

## Играчка каријера
Рођен је 25. фебруара 1947. године у Љубљани. Жорга је био дугогодишњи кошаркаш Олимпије из Љубљане, наступао за тај клуб у периоду од 1964. до 1977. године. Тамо је дошао по препоруци Бориса Кристанчича — Криста, алфе и омеге кошарке у Словенији. Између 1967. и 1971. био је и члан репрезентације Југославије за коју је одиграо укупно осамдесет мечева.
Са репрезентацијом Југославије је освојио златну медаљу на Светском првенству 1970, и још две сребрне на Олимпијским играма 1968. и Европском првенству 1971. године.
Кошаркашку каријеру је окончао у 30. години. Завршио је Економски факултет, а након каријере запослио се у Институту за организацију и економију. У слободно време се бави фотографијом, која му је постала хоби. Од 2012. године је члан словеначке спортске куће славних.